# Le Magicien (nouvelle)
Pour les articles homonymes, voir Le Magicien.
 (août 2017).
Si vous disposez d'ouvrages ou d'articles de référence ou si vous connaissez des sites web de qualité traitant du thème abordé ici, merci de compléter l'article en donnant les références utiles à sa vérifiabilité et en les liant à la section « Notes et références ».
Le Magicien (Il mago) est une micronouvelle de Dino Buzzati à tonalité fantastique, incluse dans le recueil Le K publié pour la première fois en Italie en 1966.

## Résumé
Dino Buzzati se met en scène en tant que narrateur.
Alors qu'il rentre chez lui, fatigué et déprimé, il rencontre Schiassi, un homme mystérieux que tout le monde croit déjà avoir vu, certains affirmant même qu'il est magicien.
Schiassi questionne le narrateur sur son métier. Apprenant qu'il est écrivain, il dénigre cette activité et affirme que ses efforts d'écrivain sont voués à l'échec. En effet, selon lui, de nos jours la littérature et l'art en général n'intéressent plus personne et il y a de plus en plus d'œuvres médiocres qui paraissent. 
Le narrateur, après un moment d'abattement, riposte : l'homme de lettres, et plus généralement l'artiste, sont essentiels à la société humaine, qui ne vit pas que de pain et d'eau. L'humanité a besoin de récits de fiction, écrits dans une langue agréable et belle. Toute œuvre d'art est ce qui différencie l'homme du monde animal. 
Schiassi lui coupe la parole et lui dit : « Tu as compris. Je te voyais si abattu que je suis venu te voir pour te remonter le moral ». Il laisse le narrateur avec un excellent moral.